# Tautirut

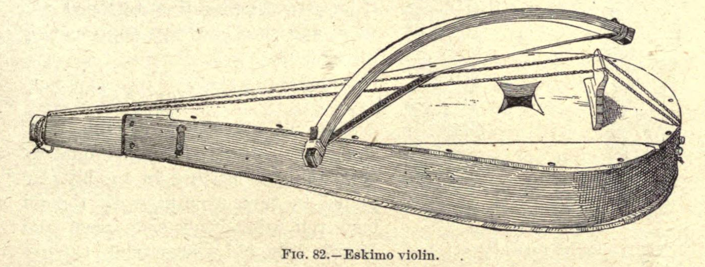
Tautirut von der Hudson Bay. Abbildung einer Kastenzither in Lucien M. Turner, 1894, S. 259

Tautirut (Inuktitut-Schrift: ᑕᐅᑎᕈᑦ), auch tautiruut, tauterut, tautik ist ein Streichinstrument mit meist drei Saiten, das nach seiner Bauform zu den Kastenzithern gezählt wird. Die „Inuit-Geige“ ist bei den Inuit im Nordosten Kanadas bekannt. Ihre Form ist nach  gängiger Ansicht vermutlich von Bordunzithern abgeleitet, die Seeleute im 18. Jahrhundert aus dem Norden Schottlands mitbrachten.

## Bauform

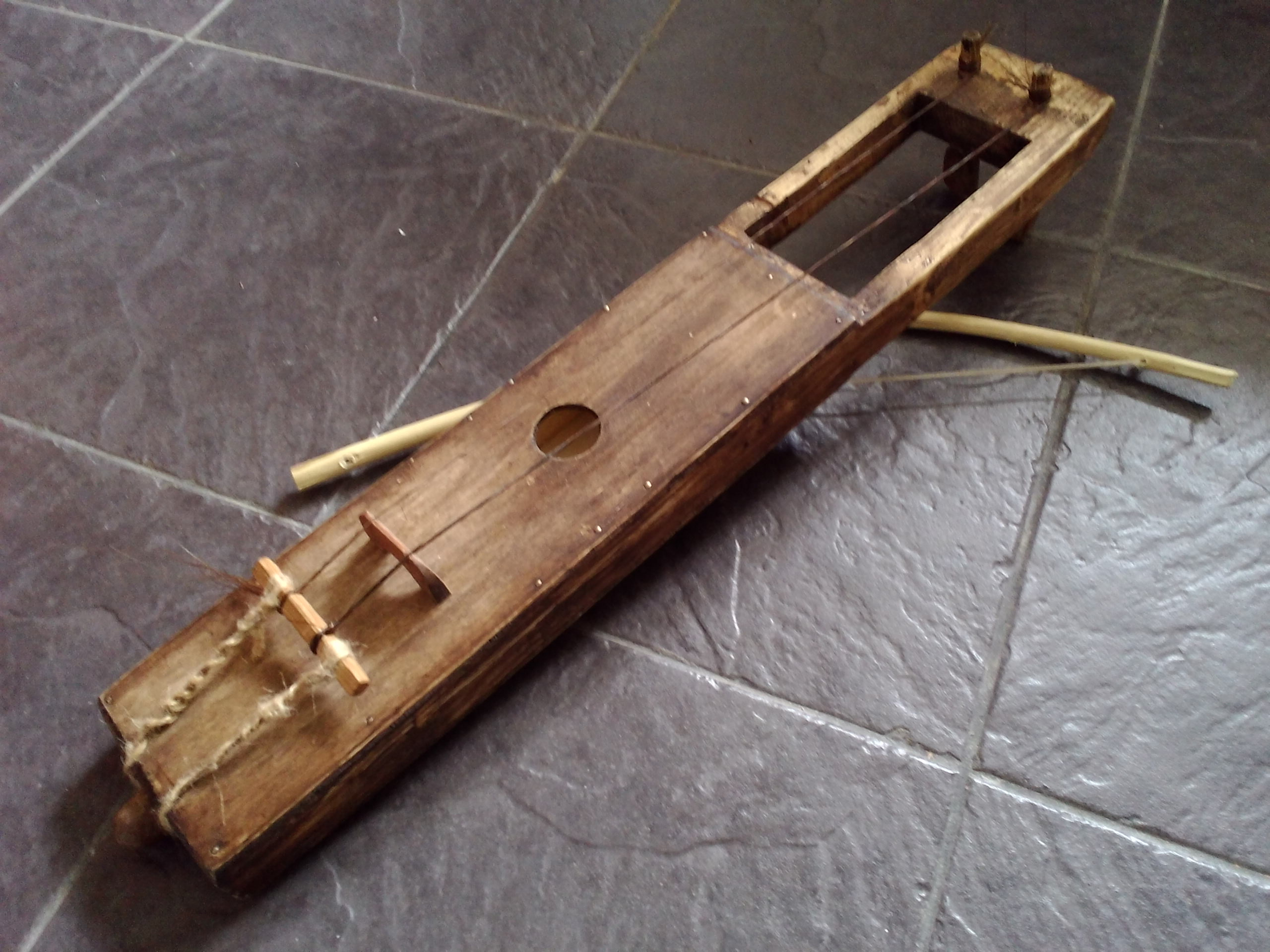
Nachbau der historischen zweisaitigen Leier gue der Shetland-Inseln mit für die tautirut charakteristischen Merkmalen einer Kastenzither.

Der Ethnologe und Naturforscher Lucien M. Turner (1848–1909) beschrieb das Instrument 1894 als einfache, aus Fichten- oder Birkenholz gefertigte Violine, die mit einer bis drei Saiten aus gedrehten Sehnen bespannt ist. Violinen gehören nach der Hornbostel-Sachs-Systematik zu den Lauteninstrumenten, die aus einem beliebig geformten Resonanzkörper und einem angesetzten Hals bestehen. Die tautirut zählt dagegen zu den Kastenzithern, weil bei ihr die Saiten über der Decke eines Kastens verlaufen, der als Saitenträger dient. Ihr aus Brettern zusammengefügter schlanker Korpus ist trapezförmig und misst 50 bis 75 Zentimeter in der Länge bei einer Breite von etwa 13 Zentimetern am breiteren Ende. Ein solches, annähernd langrechteckiges Streichinstrument befindet sich im kanadischen Nationalmuseum für Geschichte und Gesellschaft. Es stammt von der Baffininsel und misst 51,4 Zentimeter in der Länge, 9,5 Zentimeter an der breitesten Stelle und ist 8 Zentimeter tief. Das bei Turner abgebildete Instrument sieht anders aus, es ist an der breiteren Seite halbrund ausgebaucht und läuft an der Schmalseite spitzig zu. In der Nähe des Stegs befindet sich ein Schallloch unter den Saiten.
Die meisten tautirut besitzen drei Saiten aus einer Sehne oder Schnur, die von der Kante an der breiteren Seite über einen beweglich auf der Decke aufgestellten Steg bis zu Stimmwirbeln oder einer anderen Befestigung am schmalen Ende führen. Eine Saite dient als Bordun, die beiden anderen sind Melodiesaiten, die mit den Fingern der linken Hand abgegriffen oder gelegentlich unverkürzt gestrichen werden. Der Bogen besteht aus einem dünnen, elastischen Holzstab, der anstelle der Haarbespannung durch einen Streifen Walfischbein rundgespannt wird. Dies stellt eine Kombination aus einem mittelalterlichen Reibestab und einem heutigen Streichbogen dar. Der Musiker hält das Instrument im Sitzen auf dem Schoß oder er legt es quer vor sich auf einem Tisch. Die Saiten werden in schnellem Tempo gestrichen, wobei ein rauer Klang entsteht.

## Herkunft und Verbreitung

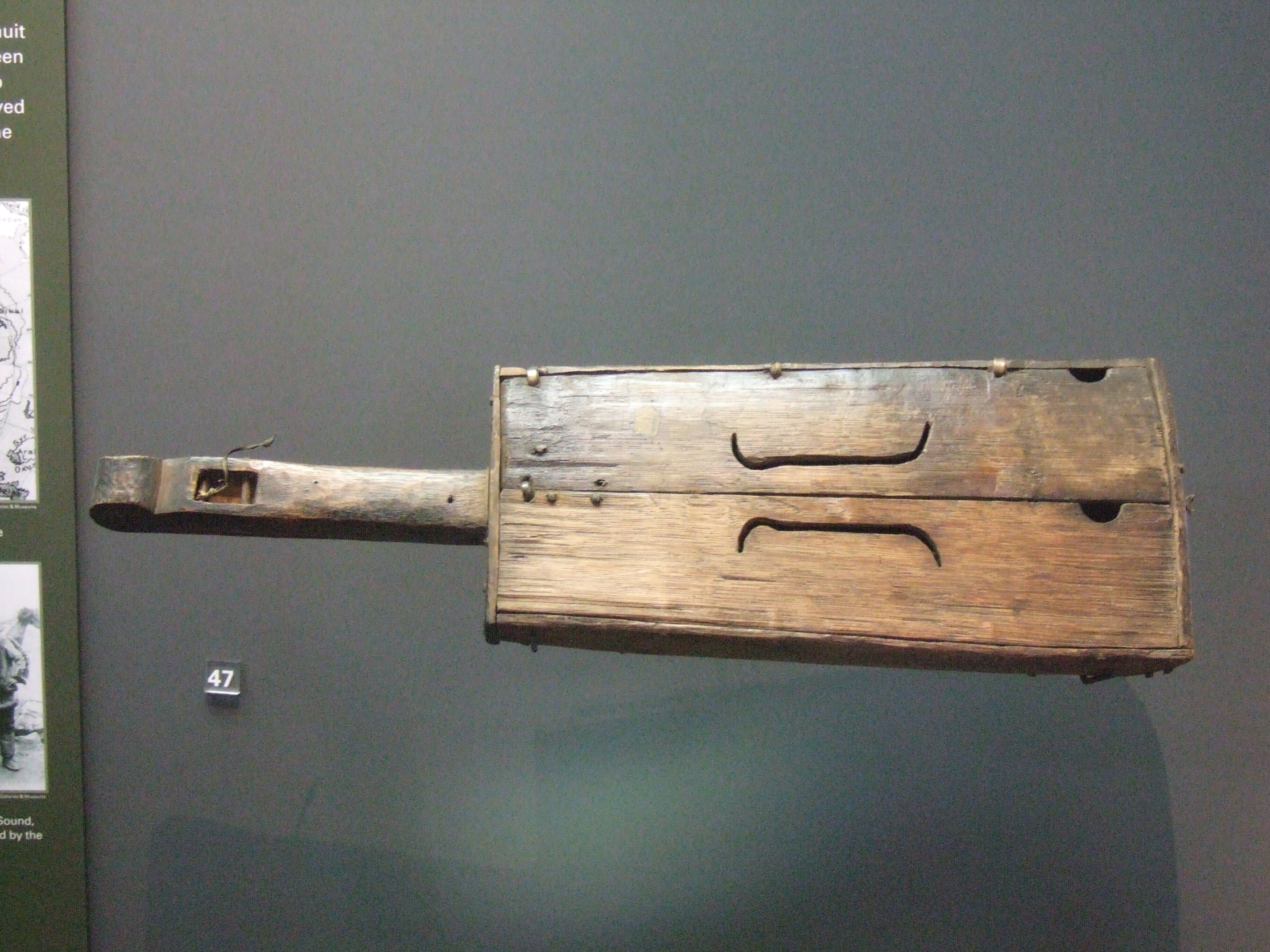
Die agiarut genannte einfache Form einer Kastenhalslaute aus Alaska kam 1874 in die Sammlung den McManus Galleries, Dundee, Schottland.

Die traditionelle Musik der Inuit und der anderen, zu den Eskimo gezählten Ethnien im nördlichen Polarkreis ist fast ausschließlich vokal. Die Melodien sind von geringem Tonumfang und bewegen sich in relativ wenig bestimmten Intervallen um eine Tonstufe, welche die Funktion eines Grundtons innehat. Bis zum Jahr 1902 wurden nur Melodien beschrieben, die aus zwei oder drei Tönen bestehen. Das einzige eigene Musikinstrument ist eine große flache Rahmentrommel namens qila, die früher als Schamanentrommel diente. Früher verwendeten die Eskimos manchmal noch Rasseln, Klappern und Schwirrhölzer. Die lediglich in geringer Zahl und in bestimmten Gebieten vorkommenden Saiteninstrumente, wie sie im 19. Jahrhundert in den Besitz von Museen gelangten, gelten als jüngere kulturelle Übernahme von benachbarten Völkern, christlichen Missionaren oder von Händlern, mit denen die Eskimos in Kontakt standen, zumal die Grundform aller Saiteninstrumente, der Musikbogen, in Amerika nur in wenigen Gebieten vorkommt. 
Zusammen mit der tautirut wird als Rarität die Fiedel der Apachen genannt, deren Herkunft umstritten ist. Paul Collaer gibt die verbreitete Ansicht wieder, wonach die Apachen-Fiedel – eine zweisaitige Röhrenzither, die mit einem Rosshaarbogen gestrichen wurde – ursprünglich aus Mexiko kam und bei den Apachen eine Anpassung an die europäische Violine erfuhr. Die Form der Röhrenzither hat wenig mit den in Südamerika verbreiteten einfachen Kastenhalslauten gemein, die überwiegend afro-arabischer Herkunft sein dürften.
Der Ethnologe Ernest William Hawkes (1916) hielt die tautirut für eine grobschlächtige Imitation von Fiedeln, welche die Eskimos auf europäischen Walfangschiffen gesehen haben mussten. Die geringe Verbreitung der tautirut unter den Inuit vor allem im Hinterland der Hudson Bay ist nach Peter Cooke (1986) ein Anzeichen dafür, dass das Instrument durch Seeleute der Hudson’s Bay Company Ende des 17. Jahrhunderts oder im 18. Jahrhundert von den Orkney- und den Shetland-Inseln mitgebracht wurde. Der Musikethnologe Anthony Baines (1992) zeigt Ähnlichkeiten zwischen der tautirut und der isländischen fiðla auf. Die fiðla war zwar bereits den seefahrenden Wikingern bekannt, eine frühmittelalterliche Ausbreitung des Instruments bis nach Kanada halten Arima und Einarsson (1976) jedoch aus historischen Gründen für unwahrscheinlich. 
Sir Arthur Edmondstone erwähnte 1809 als erster die gue der Shetland-Inseln, die offensichtlich ein einheimischer Vorläufer der Violine war. Die gue besaß demnach zwei Saiten aus Pferdehaaren und wurde in der senkrechten Spielhaltung eines Cellos zur Begleitung von Unterhaltungstänzen eingesetzt. Durch die Jocharme an einer Seite gehört die gue wie die walisische crwth zu den Leiern. Alle späteren Diskussionen über Form und Verwandtschaft der längst verschwundenen gue und ein möglicher Zusammenhang mit der tautirut basieren auf der Beschreibung Edmondstones.
Die tautirut ist mit der Gruppe der nordischen Bordunzithern verwandt, zu denen unter anderem die norwegische gezupfte langeleik, das isländische langspil, sowie als gestrichene Zithern die isländische fiðla und die nordfinnische virsikantele gehören, die ausschließlich den Psalmengesang begleitete. Die ebenfalls kastenförmige estnische talharpa und die ähnliche finnische jouhikko gehören instrumentenkundlich zu den Leiern.
Ein allgemeines Wort für „Fiedel“ auf Inuktitut und Grönländisch ist agiarut. Zur Abgrenzung vom traditionellen Streichinstrument tautirut werden heute europäische Fiedeln agiarut genannt. Ein anderes altes, grönländisches Wort für die heutige Violine, das einen Bedeutungswandel erfuhr, ist agiaq (ehemals „Schleifstein des Schamanen“).